# Pribetský háj
Pribetský háj je chráněný areál v katastrálním území obce Pribeta v okrese Komárno v Nitranském kraji. Území bylo vyhlášeno v roce 2002 s rozlohou 2,4 hektaru. Předmětem ochrany je několik desítek stromů dubu pýřitého.